# Chris Butler
Chris Butler é um roteirista, escritor e cineasta britânico. Como reconhecimento, foi nomeado ao Oscar 2013 na categoria de Melhor Filme por ParaNorman.